# Jerzy Lisikiewicz
Jerzy Jan Lisikiewicz (ur. 19 września 1921 w Łowiczu, zm. 27 kwietnia 2011) – polski profesor, ekonomista.
W trakcie okupacji Jerzy Lisikiewicz uczęszczał na tajne komplety, w 1945 roku został powołany do szkoły oficerskiej. W 1946 roku, po zdaniu matury, rozpoczął studia na Wydziale Prawno-Ekonomicznym Uniwersytetu Łódzkiego. W 1949 uzyskał tytuł magistra ekonomii. W następnym roku podjął pracę w Ministerstwie Przemysłu Lekkiego oraz w Szkole Głównej Planowania i Statystyki.
Od 1954 roku sprawował funkcję adiunkta w Katedrze Ekonomiki Przemysłu na Wydziale Ekonomiki Produkcji SGPiS, a od 1962 roku docenta. Od 1963 roku należał do PZPR. W 1964 roku na podstawie pracy Postęp techniczny a wydajność pracy w przemyśle uzyskał habilitację i objął funkcję kierownika Katedry Ekonomiki Przemysłu, którą sprawował do przekształcenia w Katedrę Zarządzania Strategicznego w 1991 roku. W 1968 roku uzyskał tytuł profesora nadzwyczajnego, a w 1974 profesora zwyczajnego.
Odznaczony Krzyżem Kawalerskim Orderu Odrodzenia Polski.